# Gary Hocking
Gary Stuart Hocking (Caerleon, 30 settembre 1937 – Durban, 21 dicembre 1962) è stato un pilota motociclistico rhodesiano, due volte campione del mondo di motociclismo.
Hocking nacque a Caerleon in Galles, ma crebbe in Rhodesia, attualmente nota come Zimbabwe.

## Carriera
Hocking cominciò a correre da ragazzo su tracciati in erba. Lasciò la Rhodesia Meridionale (all'epoca Federazione della Rhodesia e del Nyasaland) nel 1958 per gareggiare in Europa, e ottenne subito buoni risultati, finendo terzo dietro le MV Agusta al Nürburgring. Nel 1959 gli fu offerta la guida della MZ, scuderia della Germania Orientale, e finì secondo nella classe 250. L'anno seguente a dargli fiducia fu la MV Agusta offrendogli pieno supporto, Hocking ricambiò la fiducia classificandosi secondo nelle classi 125, 250 e 350. In seguito al ritiro come campione del mondo in carica dalle competizioni motociclistiche di John Surtees, Hocking divenne prima guida della MV Agusta e ottenne la vittoria del mondiale nelle categorie 350 e 500.
Hocking fu colpito profondamente dalla morte dell'amico Tom Phillis al GP dell'Isola di Man nel 1962. Immediatamente annunciò il suo ritiro dalle competizioni motociclistiche e fece ritorno in Rhodesia. Era convinto che il motociclismo fosse troppo pericoloso, e così decise di dedicarsi all'automobilismo che riteneva essere più sicuro. Ironicamente Hocking morì poco tempo dopo durante dei test per il GP del Natal - Sudafrica, sul circuito di Westmead. La sua macchina, una Lotus 24 del Rob Walker Racing Team, andò dritta ad una curva veloce e si ribaltò.
La settimana seguente avrebbe dovuto debuttare nel Campionato mondiale di Formula 1. Aveva 25 anni.

## Risultati nel motomondiale

### Classe 125
| 1959 | Classe | Moto           |    |  |   |   |   |   |   |   |  |  |  | Punti | Pos. |
| ---- | ------ | -------------- | -- |  | - | - | - | - | - | - |  |  |  | ----- | ---- |
| 1959 | 125    | MZ e MV Agusta | NE |  | - | - | - | - | 2 | 6 |  |  |  | 7     | 9º   |

| 1960 | Classe | Moto      |    |   |   |   |    |   |   |  |  |  |  | Punti | Pos. |
| ---- | ------ | --------- | -- | - | - | - | -- | - | - |  |  |  |  | ----- | ---- |
| 1960 | 125    | MV Agusta | NE | 2 | 2 | 5 | NE | 2 | 5 |  |  |  |  | 18    | 2º   |

| Legenda | 1º posto        | 2º posto            | 3º posto            | A punti      | Senza punti        | Grassetto – Pole position Corsivo – Giro più veloce |
| Legenda | Gara non valida | Non qual./Non part. | Ritirato/Non class. | Squalificato | '-' Dato non disp. | Grassetto – Pole position Corsivo – Giro più veloce |

### Classe 250
| 1959 | Classe | Moto |    |  |   |   |    |   |   |     |  |  |  | Punti | Pos. |
| ---- | ------ | ---- | -- |  | - | - | -- | - | - | --- |  |  |  | ----- | ---- |
| 1959 | 250    | MZ   | NE |  | - | - | NE | 1 | 1 | Rit |  |  |  | 16    | 2º   |

| 1960 | Classe | Moto      |    |   |   |   |   |     |     |  |  |  |  | Punti | Pos. |
| ---- | ------ | --------- | -- | - | - | - | - | --- | --- |  |  |  |  | ----- | ---- |
| 1960 | 250    | MV Agusta | NE | 1 | 2 | 2 | 1 | Rit | Rit |  |  |  |  | 28    | 2º   |

| 1961 | Classe | Moto      |   |     |     |     |   |   |   |   |   |   |   | Punti | Pos. |
| ---- | ------ | --------- | - | --- | --- | --- | - | - | - | - | - | - | - | ----- | ---- |
| 1961 | 250    | MV Agusta | 1 | Rit | Rit | Rit | - | - | - | - | - | - | - | 8     | 8º   |

| Legenda | 1º posto        | 2º posto            | 3º posto            | A punti      | Senza punti        | Grassetto – Pole position Corsivo – Giro più veloce |
| Legenda | Gara non valida | Non qual./Non part. | Ritirato/Non class. | Squalificato | '-' Dato non disp. | Grassetto – Pole position Corsivo – Giro più veloce |

### Classe 350
| 1958 | Classe | Moto   |  |   |   |   |   |   |   |  |  |  |  | Punti | Pos. |
| ---- | ------ | ------ |  | - | - | - | - | - | - |  |  |  |  | ----- | ---- |
| 1958 | 350    | Norton |  | - | - | 7 | - | - | - |  |  |  |  | 0     |      |

| 1959 | Classe | Moto   |   |    |   |    |    |   |   |   |  |  |  | Punti | Pos. |
| ---- | ------ | ------ | - | -- | - | -- | -- | - | - | - |  |  |  | ----- | ---- |
| 1959 | 350    | Norton | 2 | 12 | 2 | NE | NE | - | - | - |  |  |  | 12    | 4º   |

| 1960 | Classe | Moto      |   |  |   |    |    |   |   |  |  |  |  | Punti | Pos. |
| ---- | ------ | --------- | - |  | - | -- | -- | - | - |  |  |  |  | ----- | ---- |
| 1960 | 350    | MV Agusta | 1 |  | 2 | NE | NE | - | 1 |  |  |  |  | 22    | 2º   |

| 1961 | Classe | Moto      |    |     |    |   |   |    |   |   |   |     |    | Punti | Pos. |
| ---- | ------ | --------- | -- | --- | -- | - | - | -- | - | - | - | --- | -- | ----- | ---- |
| 1961 | 350    | MV Agusta | NE | Rit | NE | 2 | 1 | NE | 1 | 1 | 1 | Rit | NE | 32    | 1º   |

| 1962 | Classe | Moto      |    |    |   |  |    |    |  |  |  |  |    | Punti | Pos. |
| ---- | ------ | --------- | -- | -- | - |  | -- | -- |  |  |  |  | -- | ----- | ---- |
| 1962 | 350    | MV Agusta | NE | NE | 2 |  | NE | NE |  |  |  |  | NE | 6     | 8º   |

| Legenda | 1º posto        | 2º posto            | 3º posto            | A punti      | Senza punti        | Grassetto – Pole position Corsivo – Giro più veloce |
| Legenda | Gara non valida | Non qual./Non part. | Ritirato/Non class. | Squalificato | '-' Dato non disp. | Grassetto – Pole position Corsivo – Giro più veloce |

### Classe 500
| 1958 | Classe | Moto   |  |   |  |   |   |  |  |  |  |  |  | Punti | Pos. |
| ---- | ------ | ------ |  | - |  | - | - |  |  |  |  |  |  | ----- | ---- |
| 1958 | 500    | Norton |  | 6 |  | 3 | 4 |  |  |  |  |  |  | 8     | 6º   |

| 1959 | Classe | Moto   |   |  |     |     |   |    |     |     |  |  |  | Punti | Pos. |
| ---- | ------ | ------ | - |  | --- | --- | - | -- | --- | --- |  |  |  | ----- | ---- |
| 1959 | 500    | Norton | 3 |  | Rit | Rit | 2 | NE | Rit | Rit |  |  |  | 10    | 5º   |

| 1961 | Classe | Moto      |    |   |   |     |   |   |   |   |     |   |  | Punti | Pos. |
| ---- | ------ | --------- | -- | - | - | --- | - | - | - | - | --- | - |  | ----- | ---- |
| 1961 | 500    | MV Agusta | NE | 1 | 1 | Rit | 1 | 1 | 1 | 1 | Rit | 1 |  | 48    | 1º   |

| 1962 | Classe | Moto      |    |    |   |  |  |    |  |  |  |  |  | Punti | Pos. |
| ---- | ------ | --------- | -- | -- | - |  |  | -- |  |  |  |  |  | ----- | ---- |
| 1962 | 500    | MV Agusta | NE | NE | 1 |  |  | NE |  |  |  |  |  | 8     | 5º   |

| Legenda | 1º posto        | 2º posto            | 3º posto            | A punti      | Senza punti        | Grassetto – Pole position Corsivo – Giro più veloce |
| Legenda | Gara non valida | Non qual./Non part. | Ritirato/Non class. | Squalificato | '-' Dato non disp. | Grassetto – Pole position Corsivo – Giro più veloce |